# آلن هاپر
آلن هاپر (انگلیسی: Alan Hopper؛ زادهٔ ۱۷ ژوئیهٔ ۱۹۳۷) بازیکن فوتبال اهل بریتانیا است.
از باشگاه‌هایی که در آن بازی کرده‌است می‌توان به باشگاه فوتبال بارنزلی، باشگاه فوتبال نیوکاسل یونایتد، باشگاه فوتبال ساوت شیلدز، و باشگاه فوتبال برادفورد سیتی اشاره کرد.